# Dithalama cosmospila
Dithalama cosmospila är en fjärilsart som beskrevs av Edward Meyrick 1888. Dithalama cosmospila ingår i släktet Dithalama och familjen mätare. Inga underarter finns listade i Catalogue of Life.